# Carlos Jiménez Placer

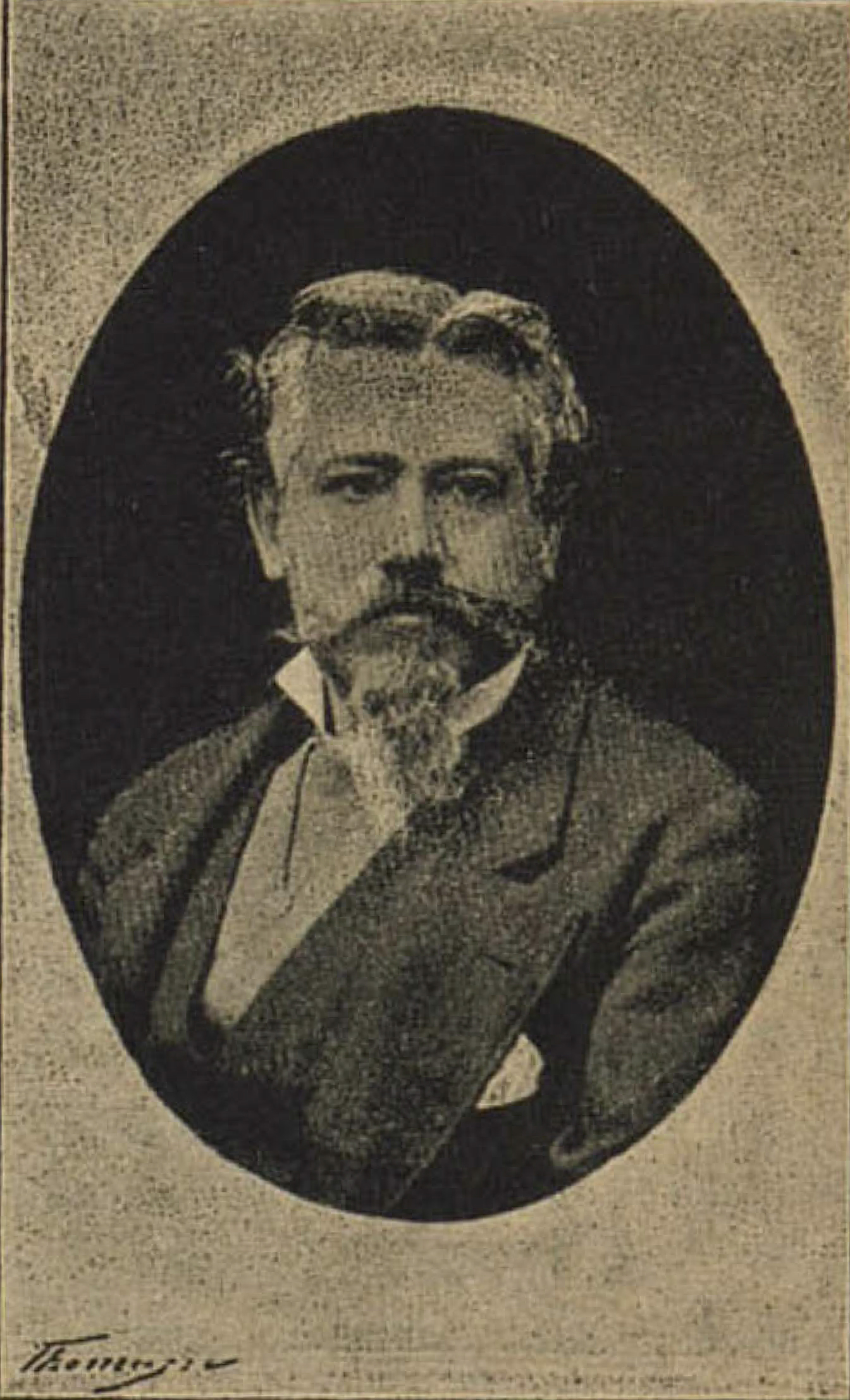
Retrato publicado en la Necrología del señor D. Carlos Jiménez Placer y Echevarria (1897) escrita por Luis Montoto

Carlos Jiménez-Placer y Echevarría (San Fernando o Sevilla, 1833 o 1837-Sevilla, 1896) fue un escritor, pintor y periodista español, redactor del Diario de Sevilla y fundador de La España Literaria. Fue también archivero de Indias y estuvo condecorado con las grandes cruces de Isabel la Católica y Carlos III.

## Biografía
Nació el 2 de febrero de 1833 en Sevilla o en 1837 en la ciudad gaditana de San Fernando (según la fuente), hijo de Antonio Jiménez Placer y Cárdenas y María Bárbara Echeverría y Soreau. Si bien estudió la carrera de Derecho, se inclinó más hacia el arte y la poesía, además de practicar en su juventud el dibujo. En su faceta de pintor tuvo como maestros a Rossi y Cabral Bejarano, establecidos en Sevilla, y a José Casado de Alisal, que residía en Madrid. Entre sus obras pictóricas se encontraba una tabla que poseían los herederos del conde Luque y un lienzo que vendió en Madrid para la casa Bosch, aparte de otras varias que hizo para Inglaterra. En 1853 falleció su padre, y, al verse sin fortuna y con una madre y un hermano pequeño, a quienes debía sostener, tuvo que abandonar sus actividades artísticas y pedir un destino, que le concedieron en seguida y en el cual le ascendieron en 1857. Consiguió el cargo de primer jefe del Archivo de Indias en 1884. Fue condecorado por el ministro de Ultramar con la cruz de Carlos III. También se desempeñó como jefe superior de Administración civil.
Como escritor colaboró en la prensa periódica. En 1849 comenzó en El Regalo de Andalucía con Adame Muñoz, Adelardo López de Ayala, Bueno, Benavides, Vera, Liberal, Bécquer y Narciso Campillo, entre otros. Entre 1857 y 1859 fue redactor del antiguo Diario de Sevilla, en 1862 fundó La España Literaria, de la que fue director, y en los años sucesivos participó en casi todos los periódicos sevillanos, entre lo que figuraban El Arte, El Hispalense, La Revista Artístico-Literaria, El Porvenir, La Ilustración Bética, El Español y La Andalucía, además de en el diario madrileño titulado El Mundo Político. De los artículos insertos en las publicaciones anteriores transcritas podrían citarse los siguientes títulos: «La Redención», «Bartolomé Esteban Murillo», «El día de difuntos», «Carolina Civili», «El corazón y la careta», «La despedida» (memorias de Pedro Calderón de la Barca), «Monumento á Murillo», «Un retablo de la iglesia de Santa María de Carmona», «Virginia», «Witiza», «Pan y toros», «El pintor D. José Echeverría y Godoy» y «La pena de muerte».
Entre su producción poética, se encuentran textos como Á Bretón de los Herreros (en su aniversario), Dos fechas
(dedicada a la memoria del cardenal Lluch), Lágrimas y Á Emilia, entre otros. Entre sus obras en prosa figuran títulos como Emilia ó El Ángel de los recuerdos, novela en dos tomos; El marqués del Valle (memorias del tiempo del emperador Carlos V), novela histórica; Pedro Campaña, su tiempo y sus obras, y la Necrología del Sr. D. Emilio Márquez y Villarroel.
José Cascales y Muñoz destaca su producción como dramaturgo, con obras como El último suspiro, drama histórico, original y en verso, estrenado en el teatro de San Fernando, de Sevilla, en la noche del 16 de febrero de 1857; Pablo el pescador, drama en tres actos, original y en prosa, estrenado también en San Fernando, en mayo de 1865; El Mesón de Paredes, paso del siglo XVI, en un acto, y en verso, estrenado en el mismo teatro que los anteriores; Hernán Cortés, cuadro dramático en verso, que se estrenó en el teatro de Variedades de Madrid, en noviembre de 1867, y Bajo el Cristo del Perdón, leyenda dramática en tres actos y en verso; escrita en colaboración de Manuel Cano y Cueto, y estrenada en Madrid en el teatro Español el 3 de febrero de 1881. Además colaboró con López Ayala en la obra escénica que llevaba por título La mejor corona.
Obtuvo distinciones como la de Caballero de la Real orden de Isabel la Católica, por méritos contraídos en Sevilla durante el cólera de 1865, la de ser socio fundador y de número de la Unión Ibero-Americana, socio honorario de El Fomento de las Artes, de Madrid, de la Colombina Onuvense, del Instituto de Vizeu (Portugal) y del Instituto de Ciencias de Quito. Perteneció a la antigua y extinguida Academia Sevillana de Jurisprudencia y Legislación, y más adelante fue académico de número de la Real de Buenas Letras, a la vez que correspondiente de la Academia de Ciencias y Artes de Cádiz. Falleció en Sevilla el 29 de septiembre de 1896.

## Obras
- Pedro Campaña
- Emilia
- Memorias de Carlos V
- Pablo el pescador[4]
- El último suspiro.[4]
- Hernán Cortés.[4]
- El Mesón de Paredes.[4]
- La mejor corona (1868), escrita en colaboración con Adelardo López de Ayala.[4]
- El Cristo del Perdón (1881).[4]